# Grifo (nau)
A Grifo foi uma nau portuguesa da Carreira da Índia. Em 1536 D. João de Castro embarca para a Índia a bordo da nau. Em 1542 a nau portuguesa, capitaneada por Baltazar Jorge naufraga nos Açores. Perdeu-se sobre a âncora.